# Championnat du Pérou de football
Le Championnat du Pérou de football, dénommé officiellement « Liga de Fútbol Profesional » ou « Liga 1 » (actuellement « Liga 1 Te Apuesto » pour des raisons de parrainage avec Te Apuesto), est une compétition annuelle de football représentant le sommet de la hiérarchie de ce sport au Pérou. En 2025, la compétition met aux prises 18 clubs professionnels et se déroule de janvier à novembre.
Un premier championnat, concernant seulement quelques équipes de Lima et du port de Callao, fut organisé à partir de 1912 et ce jusqu'en 1921 par une Ligue péruvienne de football. Mais c'est en 1928 que démarra véritablement le championnat du Pérou, organisé par la fédération péruvienne (FPF), après deux tournois non officiels en 1926 et 1927. Ce championnat ne regroupait que des équipes basées à Lima et ses environs. Les clubs passèrent professionnels en 1951 et ce n'est qu'à partir de 1966 que des équipes de province furent invitées à prendre part au championnat d'où son appellation de Torneo Descentralizado (« championnat décentralisé »).
L'Universitario de Deportes est le club le plus couronné avec 27 titres de champion.

## Histoire

### Premiers clubs

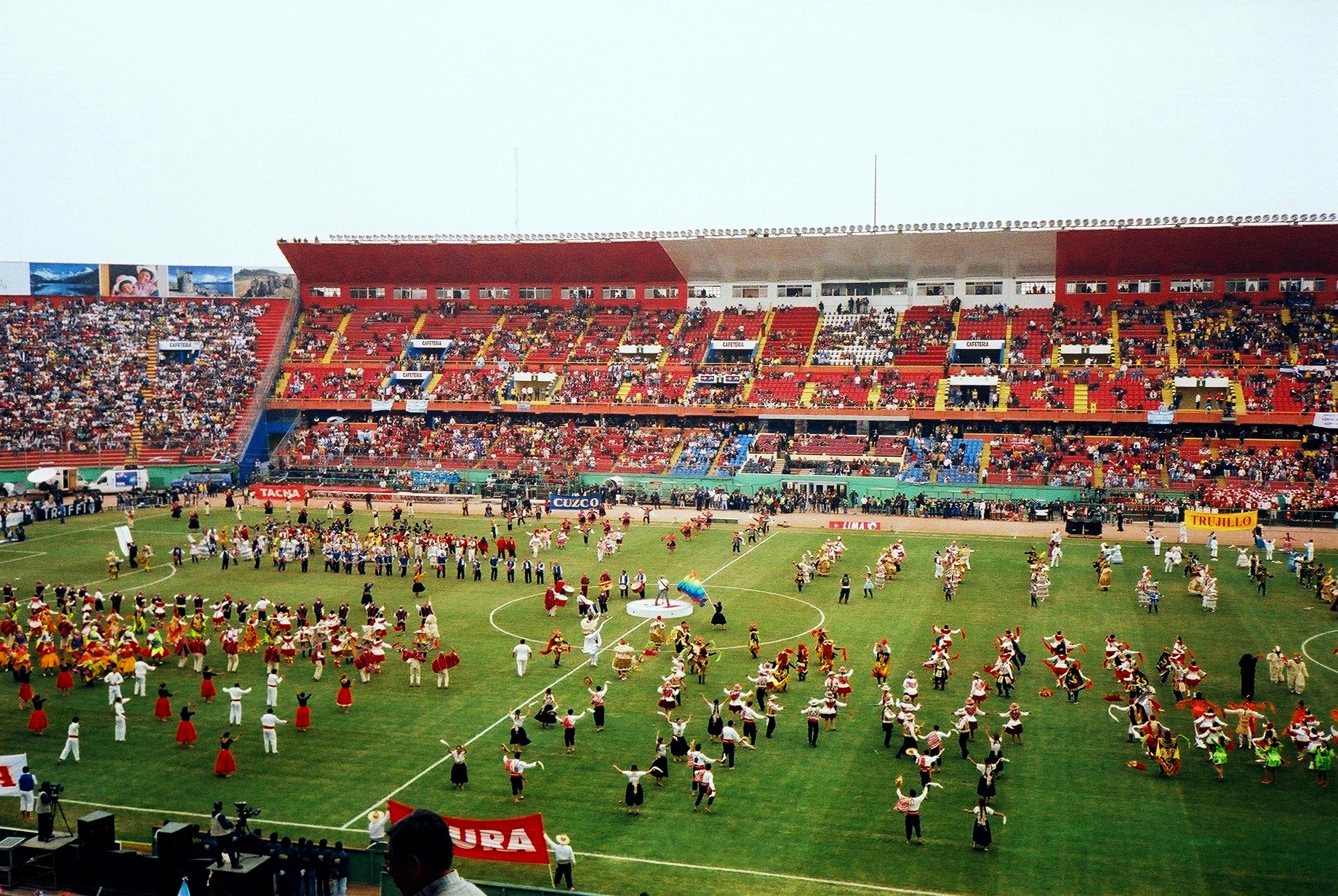
L'Estadio Nacional est une icône dans le football péruvien. Depuis son inauguration en 1952, le stade a accueilli des centaines de matchs, tant de la sélection que du championnat péruvien de football.

Le football est introduit au Pérou au XIXe siècle par les familles britanniques résidant à Lima. À l'époque, le football est pratiqué soit par les résidents britanniques, ou des marins britanniques qui s'arrêtent dans le port de Callao, ou encore des Péruviens de la haute société qui ont appris à y jouer durant leurs séjours au Royaume-Uni. Le premier match de football a lieu le 7 août 1892 à Lima entre des résidents britanniques et quelques Péruviens sur le terrain du club de Santa Sofía, ce dernier appartenant au Lima Cricket and Lawn Tennis club. Pendant les années qui suivirent, beaucoup de matchs se jouèrent dans le milieu de la haute société. Avec la pratique du football qui s'étendait doucement dans les classes élitistes de Lima, les clubs sportifs commencent à adopter la pratique du football. Quelques-uns des premiers clubs sportifs tels que le Lima Cricket & Lawn Tennis et le Regatas Lima club consacrèrent leurs activités sportives au cricket et au tennis, ainsi qu'à des sports aquatiques. Par la suite, de plus en plus de clubs se créèrent tels que le Lawn Tennis club, l'Unión Cricket, et le Ciclista Lima Association. L'Unión Cricket est le premier club à adopter le football en tant qu'activité sportive menant les autres clubs à faire la même chose.
Les institutions scolaires de l'époque encouragent la formation des clubs de football. Au début du XXe siècle, beaucoup d'étudiants et de nombreuses écoles mettent en place de nombreux clubs et commencent à concourir dans de petits championnats inter-scolaires. Le premier club de football au Pérou est l'Association Foot Ball Club, fondé le 20 mai 1897, par un groupe d'étudiants de différentes écoles. L'Atlético Chalaco est quant à lui fondé le 9 juin 1902 par des joueurs de cricket de l'Institut Chalaco. Ils prennent part à la pratique du football et deviennent les représentants de l'équipe du Callao. Inversement, quelques institutions scolaires, comme l'université de San Marcos n'avaient pas un seul club pour les représenter face aux équipes de l'époque. Au lieu de ça, les facultés à l'intérieur de l'université formèrent leurs propres équipes et rivalisèrent entre elles. Leurs championnats commencent en 1899 et, une décennie plus tard, l'une des équipes de la faculté se sépare de l'université pour former son propre club de football indépendant, la Federación Universitaria, rebaptisée plus tard sous le nom de Club Universitario de Deportes. À l'époque, les clubs sont formés en dehors de la sphère des institutions scolaires. L'un de ces clubs était Sport Alianza, nommé aujourd'hui Club Alianza Lima, qui a été fondé par des Italiens et des Chinois de la classe ouvrière de Lima en 1901. Cependant, les archives de leurs activités footballistiques ne datent que de 1912.

## Organisation

### Format de la compétition
Clubs engagés lors de la saison 2024.
| \| Alianza Atlético AL ADT Atlético Grau C. A. Mannucci Cienciano Com. Unidos Cusco FC CD Garcilaso Los Chankas FBC Melgar SB Sport Huancayo SC Unión Comercio UTC U. C. Vallejo UD \| Localisation des clubs engagés dans le championnat 2024. · Légende : · AL : Alianza Lima, SB : Sport Boys, SC : Sporting Cristal, UD : Universitario de Deportes |
| Alianza Atlético AL ADT Atlético Grau C. A. Mannucci Cienciano Com. Unidos Cusco FC CD Garcilaso Los Chankas FBC Melgar SB Sport Huancayo SC Unión Comercio UTC U. C. Vallejo UD |

Le championnat compte 18 clubs.
| Club                                        | Ville             |
| ------------------------------------------- | ----------------- |
| Alianza Atlético                            | Sullana           |
| Alianza Lima                                | Lima              |
| ADT                                         | Tarma             |
| Atlético Grau                               | Bernal (district) |
| Carlos A. Mannucci                          | Trujillo          |
| Cienciano del Cusco                         | Cuzco             |
| Comerciantes Unidos (promu)                 | Cutervo           |
| Cusco FC                                    | Cuzco             |
| Deportivo Garcilaso                         | Cuzco             |
| Los Chankas (promu)                         | Andahuaylas       |
| FBC Melgar                                  | Arequipa          |
| Sport Boys                                  | Callao            |
| Sport Huancayo                              | Huancayo          |
| Sporting Cristal                            | Lima              |
| Unión Comercio                              | Tarapoto          |
| Universidad César Vallejo                   | Trujillo          |
| UTC                                         | Cajamarca         |
| Universitario de Deportes (tenant du titre) | Lima              |

### Évolution du règlement
De 1997 à 2008, le championnat adopte un système ayant deux phases, le tournoi d'ouverture (Apertura) et le tournoi de clôture (Clausura). Les vainqueurs des deux tournois en question se disputaient le titre de champion national dans une finale par matchs aller-retour. Toutefois, pour que cette finale ait lieu, plusieurs conditions devaient être réunies. Ainsi en 2008, il fallait que les deux clubs vainqueurs aient terminé dans les sept premiers du tournoi d'ouverture et dans les sept premiers du tournoi de clôture, pour pouvoir disputer la finale.
En 2009, le règlement est profondément remanié par rapport aux années précédentes, le championnat se déroulant en trois phases. Dans la première phase, les 16 équipes se rencontrent toutes en matchs aller-retour. À l'issue de cette phase régulière, les 16 clubs sont répartis en deux groupes, les Liguillas, constituant la deuxième phase. Lors de la troisième phase, les vainqueurs des deux groupes se disputent le titre. Ce système perdure jusqu'en 2013 avec l'exception de l'édition 2011 du championnat où l'on revient ponctuellement à une phase régulière avec une finale aller-retour opposant les deux meilleures équipes du classement général.
Depuis 2014, le règlement change d'une année à l'autre. Ainsi en 2014, on adopte un système avec deux phases (Apertura et Clasura) proche de ce qui se faisait avant 2009. En 2015 on conserve ce système mais on intègre une phase de demi-finales mettant aux prises les quatre meilleures équipes du classement général. En 2016, on conserve les tournois d'ouverture et de clôture mais on rajoute une phase de Liguillas, proche de ce qui se faisait avant 2013. En 2017, on remplace la phase de Liguillas par le Torneo de Verano (tournoi d'été) ouvrant le championnat. Enfin en 2018, on conserve la formule adoptée l'année précédente mais avec une phase de demi-finales à l'instar du système en vigueur en 2016.
Le système de compétition change une nouvelle fois dans la mesure où la fédération péruvienne décide de passer à 18 clubs dès 2019 (contre 16 clubs l'année précédente). Le nom de la compétition change et devient Liga de Fútbol Profesional ou Liga 1. Néanmoins le règlement reste globalement le même, toujours avec deux tournois saisonniers, ouverture (matchs aller) et clôture (matchs retour), puis une phase de demi-finales (Play off) regroupant les deux champions saisonniers ainsi que les deux meilleures équipes du classement général cumulé.
En 2020, le championnat passe de 18 à 20 clubs, avant de revenir à 18 clubs à partir de 2021. En 2022 et 2023, le nombre de participants se stabilise à 19 équipes. D'importants changements sont annoncés à partir de l'édition 2023. En effet, la fédération péruvienne décide d'introduire le VAR dans tous les matchs de 1re division. De plus trois équipes sont directement reléguées et deux clubs de D2 accèdent directement à l'élite afin de faire passer le nombre d'équipes en championnat à 18 à partir de 2024.

## Palmarès

### Bilan par club
Depuis le premier championnat du Pérou en 1912-1913 jusqu'à la saison 2024, 108 titres sont mis en jeu. Sur les 21 clubs qui parviennent à remporter le championnat, les plus titrés sont l'Universitario de Deportes, l'Alianza Lima et le Sporting Cristal avec respectivement 27, 25 et 20 titres.
Le tableau suivant liste les clubs vainqueurs du championnat du Pérou, le nombre de titres remportés et les années correspondantes par ordre chronologique.
| Rang | Clubs                     | Titre(s) | Année(s) |
| ---- | ------------------------- | -------- | --- |
| 1    | Universitario de Deportes | 28       | 1929, 1934, 1939, 1941, 1945, 1946, 1949, 1959, 1960, 1964, 1966, 1967, 1969, 1971, 1974, 1982, 1985, 1987, 1990, 1992, 1993, 1998, 1999, 2000, 2009, 2013, 2023, 2024 |
| 2    | Alianza Lima              | 25       | 1918, 1919, 1927, 1928, 1931, 1932, 1933, 1948, 1952, 1954, 1955, 1962, 1963, 1965, 1975, 1977, 1978, 1997, 2001, 2003, 2004, 2006, 2017, 2021, 2022                   |
| 3    | Sporting Cristal          | 20       | 1956, 1961, 1968, 1970, 1972, 1979, 1980, 1983, 1988, 1991, 1994, 1995, 1996, 2002, 2005, 2012, 2014, 2016, 2018, 2020                                                 |
| 4    | Sport Boys                | 6        | 1935, 1937, 1942, 1951, 1958, 1984 |
| 5    | Deportivo Municipal       | 4        | 1938, 1940, 1943, 1950 |
| 6    | Universidad San Martín    | 3        | 2007, 2008, 2010 |
| 7    | FBC Melgar                | 2        | 1981, 2015 |
| 7    | Unión Huaral              | 2        | 1976, 1989 |
| 7    | Mariscal Sucre            | 2        | 1944, 1953 |
| 7    | Atlético Chalaco          | 2        | 1930, 1947 |
| 7    | Sport Progreso            | 2        | 1921, 1926 |
| 7    | Sport José Gálvez         | 2        | 1915, 1916 |
| 7    | Lima Cricket FBC          | 2        | 1912, 1914 |
| 14   | Deportivo Binacional      | 1        | 2019 |
| 14   | Juan Aurich               | 1        | 2011 |
| 14   | Deportivo San Agustín     | 1        | 1986 |
| 14   | Defensor Lima             | 1        | 1973 |
| 14   | Centro Iqueño             | 1        | 1957 |
| 14   | Sport Inca                | 1        | 1920 |
| 14   | Sport Juan Bielovucic     | 1        | 1917 |
| 14   | Jorge Chávez no 1         | 1        | 1913 |

### Palmarès par année
| Saison | Champion national         | Deuxième          | Meilleur buteur                  | Total buts |
| 1912   | Lima Cricket FBC (1)      | Association FC    | -                                | -          |
| 1913   | Jorge Chávez no 1 (1)     | Lima Cricket FBC  | -                                | -          |
| 1914   | Lima Cricket FBC (2)      | Jorge Chávez no 1 | -                                | -          |
| 1915   | Sport José Gálvez (1)     | Atlético Peruano  | -                                | -          |
| 1916   | Sport José Gálvez (2)     | Jorge Chávez no 1 | -                                | -          |
| 1917   | Sport Juan Bielovucic (1) | Unión Miraflores  | -                                | -          |
| 1918   | Sport Alianza (1)         | Jorge Chávez no 2 | Guillermo Rivero (Sport Alianza) | 18         |

| Saison | Champion national | Deuxième         | Vainqueur Copa de Campeones del Perú | Meilleur buteur                  | Total buts |
| 1919   | Sport Alianza (2) | Sport Sáenz Peña | Sport Alianza                        | Guillermo Rivero (Sport Alianza) | 15         |

| Saison    | Champion national              | Deuxième                  | Meilleur buteur                                                          | Total buts     |
| 1920      | Sport Inca (1)                 | Sport Progreso            | -                                                                        | -              |
| 1921      | Sport Progreso (1)             | Jorge Chávez no 2         | -                                                                        | -              |
| 1922-1925 | Pas de tournoi                 | Pas de tournoi            | Pas de tournoi                                                           | Pas de tournoi |
| 1926      | Sport Progreso (2)             | Sportivo Tarapacá         | -                                                                        | -              |
| 1927      | Alianza Lima (3)               | Unión Buenos Aires        | -                                                                        | -              |
| 1928      | Alianza Lima (4)               | Federación Universitaria  | Alejandro Villanueva (Alianza Lima)                                      | 3              |
| 1929      | Federación Universitaria (1)   | Circolo Sportivo Italiano | Carlos Cillóniz (Federación Universitaria)                               | 8              |
| 1930      | Atlético Chalaco (1)           | Alianza Lima              | Manuel Puente (Atlético Chalaco)                                         | 4              |
| 1931      | Alianza Lima (5)               | Sporting Tabaco           | Alejandro Villanueva (Alianza Lima)                                      | 16             |
| 1932      | Alianza Lima (6)               | Federación Universitaria  | Teodoro Fernández (Federación Universitaria)                             | 11             |
| 1933      | Alianza Lima (7)               | Universitario de Deportes | Teodoro Fernández (Universitario de Deportes)                            | 9              |
| 1934      | Universitario de Deportes (2)  | Alianza Lima              | Teodoro Fernández (Universitario de Deportes) Jorge Alcalde (Sport Boys) | 10             |
| 1935      | Sport Boys (1)                 | Alianza Lima              | Jorge Alcalde (Sport Boys)                                               | 5              |
| 1936      | Pas de tournoi                 | Pas de tournoi            | Pas de tournoi                                                           | Pas de tournoi |
| 1937      | Sport Boys (2)                 | Alianza Lima              | Juan Flores (Sucre FC)                                                   | 10             |
| 1938      | Deportivo Municipal (1)        | Sport Boys                | Jorge Alcalde (Sport Boys)                                               | 8              |
| 1939      | Universitario de Deportes (3)  | Sucre FC                  | Teodoro Fernández (Universitario de Deportes)                            | 15             |
| 1940      | Deportivo Municipal (2)        | Universitario de Deportes | Teodoro Fernández (Universitario de Deportes)                            | 15             |
| 1941      | Universitario de Deportes (4)  | Deportivo Municipal       | Jorge Cabrejos (Deportivo Municipal)                                     | 13             |
| 1942      | Sport Boys (3)                 | Deportivo Municipal       | Teodoro Fernández (Universitario de Deportes)                            | 11             |
| 1943      | Deportivo Municipal (3)        | Alianza Lima              | Germán Cerro (Universitario de Deportes)                                 | 9              |
| 1944      | Sucre FC (1)                   | Deportivo Municipal       | Víctor Espinoza (Universitario de Deportes)                              | 16             |
| 1945      | Universitario de Deportes (5)  | Deportivo Municipal       | Teodoro Fernández (Universitario de Deportes)                            | 16             |
| 1946      | Universitario de Deportes (6)  | Deportivo Municipal       | Valeriano López (Sport Boys)                                             | 22             |
| 1947      | Atlético Chalaco (2)           | Deportivo Municipal       | Valeriano López (Sport Boys)                                             | 20             |
| 1948      | Alianza Lima (8)               | Atlético Chalaco          | Valeriano López (Sport Boys)                                             | 20             |
| 1949      | Universitario de Deportes (7)  | Sucre FC                  | Juan Emilio Salinas (Alianza Lima)                                       | 18             |
| 1950      | Deportivo Municipal (3)        | Sport Boys                | Alberto Terry (Universitario de Deportes)                                | 16             |
| 1951      | Sport Boys (4)                 | Deportivo Municipal       | Valeriano López (Sport Boys)                                             | 31             |
| 1952      | Alianza Lima (9)               | Sport Boys                | Juan Emilio Salinas (Alianza Lima)                                       | 22             |
| 1953      | Mariscal Sucre (2)             | Alianza Lima              | Gualberto Bianco (Atlético Chalaco)                                      | 17             |
| 1954      | Alianza Lima (10)              | Sporting Tabaco           | Vicente Villanueva (Sporting Tabaco)                                     | 14             |
| 1955      | Alianza Lima (11)              | Universitario de Deportes | Máximo Mosquera (Alianza Lima)                                           | 11             |
| 1956      | Sporting Cristal (1)           | Alianza Lima              | Daniel Ruiz La Rosa (Universitario de Deportes)                          | 16             |
| 1957      | Centro Iqueño (1)              | Atlético Chalaco          | Daniel Ruiz La Rosa (Universitario de Deportes)                          | 20             |
| 1958      | Sport Boys (5)                 | Atlético Chalaco          | Juan Joya (Alianza Lima)                                                 | 17             |
| 1959      | Universitario de Deportes (8)  | Sport Boys                | Daniel Ruiz La Rosa (Universitario de Deportes)                          | 28             |
| 1960      | Universitario de Deportes (9)  | Sport Boys                | Fernando Olaechea (Centro Iqueño)                                        | 18             |
| 1961      | Sporting Cristal (2)           | Alianza Lima              | Alberto Gallardo (Sporting Cristal)                                      | 18             |
| 1962      | Alianza Lima (12)              | Sporting Cristal          | Alberto Gallardo (Sporting Cristal)                                      | 22             |
| 1963      | Alianza Lima (13)              | Sporting Cristal          | Pedro Pablo León (Alianza Lima)                                          | 13             |
| 1964      | Universitario de Deportes (10) | Alianza Lima              | Ángel Uribe (Universitario de Deportes)                                  | 15             |
| 1965      | Alianza Lima (14)              | Universitario de Deportes | Carlos Urrunaga (Defensor Lima)                                          | 16             |
| 1966      | Universitario de Deportes (11) | Sport Boys                | Teófilo Cubillas (Alianza Lima)                                          | 19             |
| 1967      | Universitario de Deportes (12) | Sporting Cristal          | Pedro Pablo León (Alianza Lima)                                          | 14             |
| 1968      | Sporting Cristal (3)           | Juan Aurich               | Oswaldo Ramírez (Sport Boys)                                             | 26             |

| Saison | Champion national              | Deuxième       | Vainqueur Torneo Apertura | Meilleur buteur                      | Total buts |
| 1969   | Universitario de Deportes (13) | Defensor Arica | Atlético Grau             | Jaime Mosquera (Deportivo Municipal) | 15         |

| Saison | Champion national    | Deuxième                  | Vainqueur Copa Presidente de la República | Meilleur buteur                 | Total buts |
| 1970   | Sporting Cristal (4) | Universitario de Deportes | Universitario de Deportes                 | Teófilo Cubillas (Alianza Lima) | 22         |

| Saison | Champion national              | Deuxième                  | Meilleur buteur                           | Total buts |
| 1971   | Universitario de Deportes (14) | Alianza Lima              | Manuel Mellán (Deportivo Municipal)       | 25         |
| 1972   | Sporting Cristal (5)           | Universitario de Deportes | Francisco Gonzales León (Juan Aurich)     | 20         |
| 1973   | Defensor Lima (1)              | Sporting Cristal          | Francisco Gonzales León (Defensor Lima)   | 25         |
| 1974   | Universitario de Deportes (15) | Unión Huaral              | Pablo Muchotrigo (Cienciano del Cusco)    | 32         |
| 1975   | Alianza Lima (15)              | Alfonso Ugarte            | José Leyva (Alfonso Ugarte)               | 25         |
| 1976   | Unión Huaral (1)               | Sport Boys                | Alejandro Luces (Unión Huaral)            | 17         |
| 1977   | Alianza Lima (16)              | Sporting Cristal          | Freddy Ravello (Alianza Lima)             | 21         |
| 1978   | Alianza Lima (17)              | Universitario de Deportes | Juan José Oré (Universitario de Deportes) | 19         |
| 1979   | Sporting Cristal (6)           | Atlético Chalaco          | José Leyva (Alfonso Ugarte)               | 28         |
| 1980   | Sporting Cristal (7)           | Atlético Torino           | Oswaldo Ramírez (Sporting Cristal)        | 18         |

| Saison | Champion national | Deuxième            | Vainqueur Torneo Regional | Meilleur buteur              | Total buts |
| 1981   | FBC Melgar (1)    | Deportivo Municipal | Deportivo Municipal       | José Carranza (Alianza Lima) | 15         |

| Saison | Champion national              | Deuxième                  | Meilleur buteur                                                             | Total buts |
| 1982   | Universitario de Deportes (16) | Alianza Lima              | Percy Rojas (Universitario de Deportes)                                     | 19         |
| 1983   | Sporting Cristal (8)           | FBC Melgar                | Juan Caballero (Sporting Cristal)                                           | 29         |
| 1984   | Sport Boys (6)                 | Universitario de Deportes | Jaime Drago (Universitario de Deportes) Francisco Montero (Atlético Torino) | 13         |
| 1985   | Universitario de Deportes (17) | UTC Cajamarca             | Genaro Neyra (FBC Melgar)                                                   | 22         |
| 1986   | Deportivo San Agustín (1)      | Alianza Lima              | Juvenal Briceño (FBC Melgar)                                                | 16         |
| 1987   | Universitario de Deportes (18) | Alianza Lima              | Fidel Suárez (Universitario de Deportes)                                    | 20         |
| 1988   | Sporting Cristal (9)           | Universitario de Deportes | Alberto Mora (Octavio Espinosa)                                             | 15         |

| Saison | Champion national | Deuxième         | Vainqueur Torneo Plácido Galindo | Meilleur buteur                  | Total buts |
| 1989   | Unión Huaral (2)  | Sporting Cristal | Defensor Lima                    | Carlos Delgado (Deportivo Junín) | 14         |

| Saison | Champion national              | Deuxième         | Meilleur buteur                       | Total buts |
| 1990   | Universitario de Deportes (19) | Sport Boys       | Cláudio Adão (Sport Boys)             | 31         |
| 1991   | Sporting Cristal (10)          | Sport Boys       | Horacio Baldessari (Sporting Cristal) | 25         |
| 1992   | Universitario de Deportes (20) | Sporting Cristal | Marquinho (Sport Boys)                | 18         |

| Saison | Champion national              | Deuxième     | Vainqueur Torneo Intermedio | Meilleur buteur             | Total buts |
| 1993   | Universitario de Deportes (21) | Alianza Lima | Deportivo Municipal         | Waldir Sáenz (Alianza Lima) | 31         |

| Saison | Champion national     | Deuxième     | Vainqueur Torneo Apertura | Meilleur buteur                   | Total buts |
| 1994   | Sporting Cristal (11) | Alianza Lima | Sporting Cristal          | Flavio Maestri (Sporting Cristal) | 25         |

| Saison | Champion national     | Deuxième                  | Meilleur buteur                                                          | Total buts |
| 1995   | Sporting Cristal (12) | Universitario de Deportes | Julinho (Sporting Cristal)                                               | 23         |
| 1996   | Sporting Cristal (13) | Alianza Lima              | Waldir Sáenz (Alianza Lima) Adrián Czornomaz (Universitario de Deportes) | 20         |

| Saison | Champion national              | Deuxième                  | Finale              | Champion Ouverture        | Champion Clôture          | Meilleur buteur Ouverture + Clôture + Finale | Total buts |
| 1997   | Alianza Lima (18)              | Sporting Cristal          | Pas de finale       | Alianza Lima              | Alianza Lima              | Ricardo Zegarra (Alianza Atlético)           | 17         |
| 1998   | Universitario de Deportes (22) | Sporting Cristal          | 2-1 et 1-2 (4-2tab) | Universitario de Deportes | Sporting Cristal          | Nílson (Sporting Cristal)                    | 25         |
| 1999   | Universitario de Deportes (23) | Alianza Lima              | 3-0 et 0-1          | Universitario de Deportes | Alianza Lima              | Ysrael Zúñiga (FBC Melgar)                   | 32         |
| 2000   | Universitario de Deportes (24) | Sporting Cristal          | Pas de finale       | Universitario de Deportes | Universitario de Deportes | Eduardo Esidio (Universitario de Deportes)   | 37         |
| 2001   | Alianza Lima (19)              | Cienciano del Cusco       | 3-2 et 0-1 (4-2tab) | Alianza Lima              | Cienciano del Cusco       | Jorge Ramírez (Deportivo Wanka)              | 21         |
| 2002   | Sporting Cristal (14)          | Universitario de Deportes | Pas de finale       | Universitario de Deportes | Sporting Cristal          | Luis Fabián Artime (FBC Melgar)              | 24         |
| 2003   | Alianza Lima (20)              | Sporting Cristal          | 3-1                 | Sporting Cristal          | Alianza Lima              | Luis Alberto Bonnet (Sporting Cristal)       | 20         |
| 2004   | Alianza Lima (21)              | Sporting Cristal          | 0-0 (5-4tab)        | Alianza Lima              | Sporting Cristal          | Gabriel García (FBC Melgar)                  | 35         |
| 2005   | Sporting Cristal (15)          | Cienciano del Cusco       | 1-0                 | Cienciano del Cusco       | Sporting Cristal          | Miguel Mostto (Cienciano del Cusco)          | 18         |
| 2006   | Alianza Lima (22)              | Cienciano del Cusco       | 0-1 et 3-1          | Alianza Lima              | Cienciano del Cusco       | Miguel Mostto (Cienciano del Cusco)          | 22         |
| 2007   | Universidad San Martín (1)     | Coronel Bolognesi         | Pas de finale       | Universidad San Martín    | Coronel Bolognesi         | Johan Fano (Universitario de Deportes)       | 19         |
| 2008   | Universidad San Martín (2)     | Universitario de Deportes | Pas de finale       | Universitario de Deportes | Universidad San Martín    | Miguel Ximénez (Sporting Cristal)            | 32         |

| Saison | Champion                       | Vice-champion   | Finale     | Meilleur buteur                        | Total buts |
| 2009   | Universitario de Deportes (25) | Alianza Lima    | 1-0 et 1-0 | Richar Estigarribia (Total Chalaco)    | 23         |
| 2010   | Universidad San Martín (3)     | León de Huánuco | 1-1 et 2-1 | Héber Arriola (Universidad San Martín) | 24         |

| Saison | Champion        | Vice-champion | Finale                   | Vainqueur Torneo Intermedio | Meilleur buteur           | Total buts |
| 2011   | Juan Aurich (1) | Alianza Lima  | 1-2, 1-0 et 0-0 (3-1tab) | José Gálvez FBC             | Luis Tejada (Juan Aurich) | 17         |

| Saison | Champion              | Vice-champion  | Finale     | Vainqueur Copa Federación | Meilleur buteur             | Total buts |
| 2012   | Sporting Cristal (16) | Real Garcilaso | 1-0 et 1-0 | José Gálvez FBC           | Andy Pando (Real Garcilaso) | 27         |

| Saison | Champion                       | Vice-champion  | Finale                   | Meilleur buteur                                                         | Total buts |
| 2013   | Universitario de Deportes (26) | Real Garcilaso | 2-3, 3-0 et 1-1 (5-4tab) | Raúl Ruidíaz (Universitario de Deportes) Víctor Rossel (Unión Comercio) | 21         |

| Saison | Champion national     | Deuxième    | Finale            | Champion Ouverture | Champion Clôture | Vainqueur Torneo del Inca | Meilleur buteur Ouverture + Clôture + Finale  | Total buts |
| 2014   | Sporting Cristal (17) | Juan Aurich | 2-2, 0-0 et 3-2ap | Juan Aurich        | Sporting Cristal | Alianza Lima              | Santiago Silva Gerez (Universidad San Martín) | 23         |

| Saison | Champion national | Deuxième         | Finale     | Champion Ouverture | Champion Clôture | Vainqueur Torneo del Inca | Meilleur class. cumulé | Meilleur buteur Ouverture + Clôture + Play-Off | Total buts |
| 2015   | FBC Melgar (2)    | Sporting Cristal | 2-2 et 3-2 | Sporting Cristal   | FBC Melgar       | Universidad César Vallejo | Real Garcilaso         | Lionard Pajoy (Unión Comercio)                 | 25         |

| Saison | Champion national     | Deuxième   | Finale     | Champion Ouverture        | Champion Clôture | Meilleur buteur Ouverture + Clôture + Liguilla + Play-Off | Total buts |
| 2016   | Sporting Cristal (18) | FBC Melgar | 0-0 et 1-1 | Universitario de Deportes | Sporting Cristal | Robinson Aponzá (Alianza Atlético)                        | 30         |

| Saison | Champion national     | Deuxième       | Finale        | Champion Ouverture | Champion Clôture | Vainqueur Torneo de Verano | Meilleur class. cumulé | Meilleur buteur cumulé             | Total buts |
| 2017   | Alianza Lima (23)     | Real Garcilaso | Pas de finale | Alianza Lima       | Alianza Lima     | FBC Melgar                 | Alianza Lima           | Irven Ávila (Sporting Cristal)     | 22         |
| 2018   | Sporting Cristal (19) | Alianza Lima   | 4-1 et 3-0    | Sporting Cristal   | FBC Melgar       | Sporting Cristal           | Sporting Cristal       | Emanuel Herrera (Sporting Cristal) | 40         |

| Saison | Champion national        | Deuxième     | Finale     | Champion Ouverture   | Champion Clôture | Vainqueur Copa Bicentenario | Meilleur class. cumulé | Meilleur buteur cumulé       | Total buts |
| 2019   | Deportivo Binacional (1) | Alianza Lima | 4-1 et 0-2 | Deportivo Binacional | Alianza Lima     | Atlético Grau               | Sporting Cristal       | Bernardo Cuesta (FBC Melgar) | 27         |

| Saison | Champion national     | Deuxième                  | Finale     | Champion Fase 1           | Champion Fase 2 | Vainqueur Supercoupe | Meilleur class. cumulé | Meilleur buteur cumulé             | Total buts |
| 2020   | Sporting Cristal (20) | Universitario de Deportes | 2-1 et 1-1 | Universitario de Deportes | Ayacucho FC     | Atlético Grau        | Sporting Cristal       | Emanuel Herrera (Sporting Cristal) | 20         |

| Saison | Champion national | Deuxième         | Finale     | Champion Fase 1  | Champion Fase 2 | Vainqueur Copa Bicentenario | Meilleur class. cumulé | Meilleur buteur cumulé                                          | Total buts |
| 2021   | Alianza Lima (24) | Sporting Cristal | 1-0 et 0-0 | Sporting Cristal | Alianza Lima    | Sporting Cristal            | Sporting Cristal       | Luis Iberico (FBC Melgar) Felipe Rodríguez (Carlos A. Mannucci) | 12         |

| Saison | Champion national              | Deuxième              | Finale     | Champion Ouverture        | Champion Clôture          | Meilleur class. cumulé    | Meilleur buteur cumulé                  | Total buts |
| 2022   | Alianza Lima (25)              | FBC Melgar            | 0-1 et 2-0 | FBC Melgar                | Alianza Lima              | Sporting Cristal          | Luis Benites (Sport Huancayo)           | 19         |
| 2023   | Universitario de Deportes (27) | Alianza Lima          | 1-1 et 2-0 | Alianza Lima              | Universitario de Deportes | Alianza Lima              | Santiago Giordana (Deportivo Garcilaso) | 22         |
| 2024   | Universitario de Deportes (28) | Club Sporting Cristal | -          | Universitario de Deportes | Universitario de Deportes | Universitario de Deportes | -                                       | -          |

## Statistiques et records

### Classement (depuis 1966)
Ce classement cumule tous les points du top 40 des équipes ayant joué en championnat du Pérou depuis 1966 (premier championnat décentralisé, c’est-à-dire ouvert à toutes les équipes du pays).

Source consultée : RSSSF

Classement mis à jour à l'issue du championnat 2022.
- Club actuellement en 1re division
- Club actuellement en 2e division
- Club disparu

| P. | Club                      | Ville           | Pts   | Saisons                                                     |
| -- | ------------------------- | --------------- | ----- | ----------------------------------------------------------- |
| 1  | Sporting Cristal          | Lima            | 3 308 | 1966-                                                       |
| 2  | Universitario de Deportes | Lima            | 3 249 | 1966-                                                       |
| 3  | Alianza Lima              | Lima            | 3 205 | 1966-                                                       |
| 4  | FBC Melgar                | Arequipa        | 2 555 | 1966 / 1971-                                                |
| 5  | Sport Boys                | Callao          | 2 008 | 1966-1987 / 1990-2008 / 2010-2012 / 2018-                   |
| 6  | Cienciano del Cusco       | Cuzco           | 1 876 | 1973-1977 / 1984-2015 / 2020-                               |
| 7  | Deportivo Municipal       | Lima            | 1 641 | 1966-1967 / 1969-2000 / 2007 / 2015-                        |
| 8  | Juan Aurich               | Chiclayo        | 1 497 | 1967-1983 / 1988-1989 / 1991 / 1998-2002 / 2008-2017        |
| 9  | Alianza Atlético          | Sullana         | 1 347 | 1988-2011 / 2015-2017 / 2021-                               |
| 10 | Universidad San Martín    | Lima            | 1 045 | 2004-2022                                                   |
| 11 | Unión Huaral              | Huaral          | 961   | 1974-1991 / 1993 / 1995 / 2003-2006                         |
| 12 | UTC                       | Cajamarca       | 943   | 1982-1993 / 2013-                                           |
| 12 | Coronel Bolognesi         | Tacna           | 943   | 1977-1991 / 2002-2009                                       |
| 14 | León de Huánuco           | Huánuco         | 937   | 1972-1979 / 1981-1983 / 1985-1986 / 1988-1995 / 2010-2015   |
| 15 | Universidad César Vallejo | Trujillo        | 862   | 2004-2005 / 2008-2016 / 2019-                               |
| 16 | CNI                       | Iquitos         | 852   | 1973-1992 / 2009-2011                                       |
| 17 | Sport Huancayo            | Huancayo        | 762   | 2009-                                                       |
| 18 | Carlos A. Mannucci        | Trujillo        | 714   | 1968-1972 / 1974-1976 / 1984-1994 / 2019-                   |
| 19 | Ayacucho FC               | Ayacucho        | 672   | 2009-2022                                                   |
| 20 | Defensor Lima             | Lima            | 659   | 1966-1978 / 1989-1994                                       |
| 21 | Alfonso Ugarte            | Puno            | 581   | 1974-1991                                                   |
| 22 | Cusco FC                  | Cuzco           | 580   | 2012-2021 / 2023-                                           |
| 23 | Deportivo Junín           | Huancayo        | 559   | 1974-1990                                                   |
| 24 | Atlético Torino           | Talara          | 542   | 1970-1973 / 1978-1981 / 1983-1987 / 1989-1991 / 1995-1997   |
| 25 | Unión Minas               | Cerro de Pasco  | 518   | 1986-2001                                                   |
| 26 | Atlético Grau             | Piura           | 515   | 1966-1970 / 1972-1975 / 1986-1991 / 2020 / 2022-            |
| 27 | Deportivo Wanka           | Huancayo        | 509   | 1993-2004                                                   |
| 28 | José Gálvez FBC           | Chimbote        | 448   | 1971-1973 / 1984-1985 / 1997 / 2006 / 2008-2010 / 2012-2013 |
| 29 | Unión Comercio            | Nueva Cajamarca | 428   | 2011-2019 / 2023-                                           |
| 30 | Atlético Chalaco          | Callao          | 419   | 1973-1985                                                   |
| 31 | ADT                       | Tarma           | 417   | 1980-1991 / 2022-                                           |
| 32 | Deportivo San Agustín     | Lima            | 388   | 1985-1996                                                   |
| 33 | Octavio Espinosa          | Ica             | 339   | 1966-1971 / 1984-1991                                       |
| 34 | Sport Áncash              | Huaraz          | 301   | 2005-2009                                                   |
| 35 | Deportivo Binacional      | Juliaca         | 244   | 2018-                                                       |
| 36 | AD Cantolao               | Callao          | 231   | 2017-                                                       |
| 37 | Defensor Arica            | Lima            | 209   | 1966-1972                                                   |
| 38 | Unión Tumán               | Tumán           | 193   | 1971-1975                                                   |
| 39 | Estudiantes de Medicina   | Ica             | 189   | 2001-2004                                                   |
| 40 | Mina San Vicente          | San Ramón       | 148   | 1987-1991                                                   |
| 40 | Comerciantes Unidos       | Cutervo         | 148   | 2016-2018                                                   |

### Les dix meilleurs buteurs(tous les temps)
| Rang | Joueurs             | Buts |
| 1    | Sergio Ibarra       | 274  |
| 2    | Oswaldo Ramírez     | 195  |
| 3    | Waldir Sáenz        | 176  |
| 4    | Jorge Soto          | 160  |
| 5    | Ysrael Zúñiga       | 159  |
| 5    | Juan Emilio Salinas | 159  |
| 7    | Teodoro Fernández   | 156  |
| 8    | Teófilo Cubillas    | 152  |
| 9    | Valeriano López     | 150  |
| 9    | Alberto Gallardo    | 150  |